# Ganeshwar-Jodhpuracultuur
De Ganeshwar-Jodhpuracultuur, Ganeshwar-Jodhpura-cultureel complex of Ganeshwar-Jodhpura-kopercomplex (GJCC) was een archeologische cultuur in het noordoosten van Rajasthan. De meer dan 80 sites die terug zijn gevonden, bevinden zich in Sikar, Jaipur en Jhunjhunu rond de kopermijngebieden van Baleshwar en Khetri. Ten noorden, westen en zuidwesten lag de Indusbeschaving en ten zuiden Bagor, de Ahar-Banascultuur en de Kayathacultuur.

## Interpretaties
Jodhpura in Jaipur was de eerste nederzetting van deze cultuur die gevonden werd. In 1972-73 vonden opgravingen plaats onder Ratna Chandra Agrawala en Vijay Kumar.
In Ganeshwar in Sikar vonden in 1977, 1979 en 1984 opgravingen plaats. Het aardewerk is ingesneden oranje-rood met een dikke slib en heeft Harappaanse invloeden. Het roodbakkend aardewerk heeft overeenkomsten met dat van de ochre coloured pottery-cultuur OCP en daarom wordt GJCC wel gerekend tot OCP. Tegelijkertijd zijn er verschillen in stijl en de datering ligt ook uiteen, zodat de culturen ook wel als twee aparte entiteiten worden gezien. Ganeshwar was met 8,4 hectare de grootste nederzetting van deze cultuur en vlak bij de kopermijn van Baleshwar gelegen. De zo'n vijfduizend koperen artefacten maken duidelijk dat dit een centrum van de koperbewerking was.
Net ten zuiden van Ganeshwar ligt het Cheeplata-complex verspreid over zo'n 80 hectare bestaande uit meerdere nederzettingen die met elkaar verweven waren met bewoning en koperwinning en -verwerking.
Op basis van de gevonden microlieten en koperen speerpunten is de samenleving geïnterpreteerd als jager-verzamelaar. Uzma Rizvi stelt echter dat er ook landbouw bedreven werd. Waar de cultuur veelal tussen 2500-2200 v.Chr. wordt gesitueerd, ziet zij deze tussen 2900-1800 v.Chr. met een onderverdeling in drie periodes:
- vroeg-GJCC: 2900-2500 v.Chr.
- midden-GJCC: 2500-2000 v.Chr.
- laat-GJCC: 2000-1800 v.Chr.

Contact met de Indusbeschaving blijkt onder meer uit de vondst van Harappaans aardewerk. Mogelijk betrokken de Harappanen koper van de Ganeshwar-Jodhpuracultuur. In Kayatha en Malwa zijn koperen bijlen gevonden met inkepingen zoals die van Ganeshwar.

## Chronologie
| Datering         | Ganeshwar                        | Ganeshwar                                                                      | Jodhpura              | Jodhpura                                  |
| ---------------- | -------------------------------- | ------------------------------------------------------------------------------ | --------------------- | ----------------------------------------- |
| < 2900 v.Chr.    | Periode I                        | Microlitisch                                                                   |                       |                                           |
| 2900-2500 v.Chr. | Periode II, fase I               | Microlieten, ingesneden rood aardewerk, rood aardewerk, wat koperen artefacten | Periode I             | Ingesneden rood aardewerk, rood aardewerk |
| 2500-2000 v.Chr. | Periode II, fase II              | 90% van de artefacten zijn van koper                                           | Periode I             | Ingesneden rood aardewerk, rood aardewerk |
| 2000-1800 v.Chr. | Periode II, fase II/ periode III |                                                                                | Periode I/ periode II |                                           |
| 1800 v.Chr.      | Periode III                      | IJzertijd                                                                      | Periode II            | BRW                                       |
| 1800 v.Chr.      | Periode III                      | IJzertijd/ PGW                                                                 | Periode III           | PGW                                       |
| 1800 v.Chr.      |                                  |                                                                                | Periode IV            | NBPW                                      |
| 1800 v.Chr.      | Periode V                        | Sunga Kushan                                                                   |                       |                                           |